# Número básico de reprodução
O número básico de reprodução (R0, pronunciado "R Zero") é um termo matemático usado em epidemiologia para indicar quão contagiosa é uma doença infecciosa. O valor indica o número de outras pessoas que uma pessoa infetada irá contagiar, assumindo que as outras pessoas estão suscetíveis a contrair a doença por não terem imunidade nem estarem infetadas, portanto, também não foram vacinadas. Por exemplo, um número básico de reprodução de 5 significa que cada pessoa infetada irá contagiar outras cinco.
Este número depende de fatores alheios à doença como a densidade populacional, forma de locomoção da população, número de habitantes médios por domicílio, hábitos de higiene, etc. Assim, uma doença pode apresentar valores de R0 distintos em locais distintos. Por exemplo, tipicamente o R0 é mais elevado em zonas urbanas do que em zonas rurais devido à proximidade entre as pessoas. Todavia, é possível determinar um valor médio de R0 que caracteriza a doença em si, de certa forma, eliminando a contribuição de todos os fatores alheios a ela.  